# Коммунизм (Ноокатский район)
Коммунизм (кирг. Коммунизм) — село в Ноокатском районе Ошской области Кыргызстана. Входит в состав айылного аймака имени Токтомата Зулпуева.

## География
Село расположено в западной части области, на левом берегу реки Косчан, на расстоянии приблизительно 3 километров (по прямой) к северо-востоку от города Ноокат, административного центра района. Абсолютная высота — 1252 метра над уровнем моря.

## Население
Согласно оценочным данным Национального статистического комитета Кыргызской Республики, численность населения села на начало 2023 года составляла 4729 человек.
| год     | 2009 | 2014 | 2015 | 2020 | 2021 | 2023 |
| ------- | ---- | ---- | ---- | ---- | ---- | ---- |
| человек | 3825 | 4081 | 4103 | 4388 | 4494 | 4729 |